# Geoff Davis

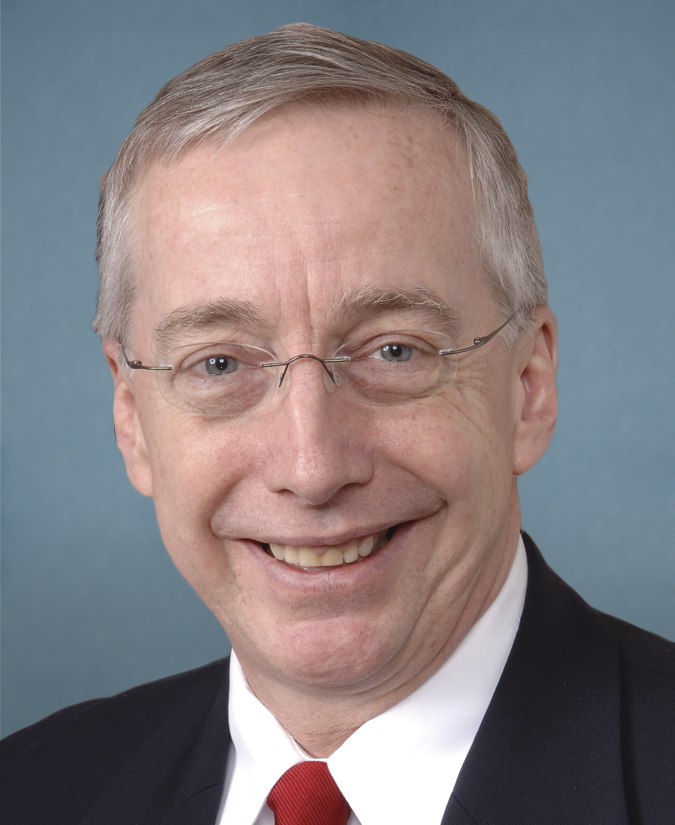
Geoff Davis (2011)

Geoffrey C. „Geoff“ Davis (* 26. Oktober 1958 in Montreal, Kanada) ist ein US-amerikanischer Politiker. Von 2005 bis 2012 vertrat er den Bundesstaat Kentucky im US-Repräsentantenhaus.

## Werdegang
Geoff Davis wurde in Montreal als Sohn amerikanischer Eltern geboren. Er besuchte die öffentlichen Schulen in West Pittsburgh (Pennsylvania) und absolvierte im Jahr 1981 die US-Militärakademie in West Point. In den 1980er Jahren diente er als Offizier der United States Army Rangers im Nahen Osten. Bis 1987 gehörte er den Streitkräften an. In den folgenden Jahren arbeitete er als Berater und im Handwerk.
Davis wurde Mitglied der Republikanischen Partei. Im Jahr 2002 kandidierte er erstmals, noch erfolglos, für den Kongress. Bei den Kongresswahlen des Jahres 2004 wurde er dann im vierten Wahlbezirk von Kentucky in das US-Repräsentantenhaus in Washington, D.C. gewählt, wo er am 3. Januar 2005 die Nachfolge von Ken Lucas von der Demokratischen Partei antrat. Nachdem er bei allen folgenden Wahlen jeweils bestätigt wurde, konnte er sein Mandat bis zu seinem Rücktritt am 31. Juli 2012 ausüben; einige Monate zuvor hatte er bereits seinen Verzicht auf eine erneute Kandidatur erklärt. Davis galt als konservativer Abgeordneter. Er war zuletzt Mitglied im Committee on Ways and Means und in zwei von dessen Unterausschüssen.
Geoff Davis ist verheiratet. Mit seiner Frau lebt er in Hebron, Kentucky.